# Chemin de Pouvourville
Pour les articles homonymes, voir Pouvourville.
Le chemin de Pouvourville (en occitan : camin de Povorvilla) est une voie de Toulouse, chef-lieu de la région Occitanie, dans le Midi de la France.

## Situation et accès

### Description
Le chemin de Pouvourville est une voie publique. Il traverse le quartier de Pouvourville.
Il correspond à l'ancien chemin vicinal no 10, qui allait de la route de Narbonne au village de Pouvourville. Il est inclus, au cours du XXe siècle, dans la branche A de la route départementale no 35 : montant depuis la route de Narbonne par l'avenue du Professeur-Joseph-Ducuing, elle traverse le coteau de Pech-David jusqu'à Pouvourville, puis par la rue de Fondeville et le chemin d'Auzeville, rejoint les hauteurs de Ramonville-Saint-Agne et l'avenue de l'Aéropostale jusqu'au carrefour de l'avenue de Suisse, près du château de Soule. En 2017, la gestion de la route est transférée à Toulouse Métropole sur la partie qui en traverse le territoire et elle est devenue la route métropolitaine no 35A.
La chaussée compte une voie de circulation automobile dans chaque sens. Elle appartient à une zone 30 et la vitesse y est limitée à 30 km/h. Il n'existe pas d'aménagement cyclable.

### Voies rencontrées
Le chemin de Pouvourville rencontre les voies suivantes, dans l'ordre des numéros croissants (« g » indique que la rue se situe à gauche, « d » à droite) :
1. Avenue du Professeur-Joseph-Ducuing (g)
2. Chemin du Vallon (d)
3. Chemin de la Bourdette (g)
4. Rue Jorge-Semprun (g)
5. Rue Guilly-d'Herbemont (g)
6. Chemin de Narade (d)
7. Rue René-Goscinny (g)
8. Rue de la Cocagne (d)
9. Rue du Pastel (d)
10. Chemin des Clotasses (g)
11. Rue de Fondeville (d)

### Transports
Le chemin de Pouvourville est parcouru et desservi, sur toute sa longueur, par la ligne de bus 54. Du côté de l'avenue du Professeur-Joseph-Ducuing se trouvent également les arrêts du bus 568182115. Plus loin, sur la route de Narbonne se trouvent la station Université-Paul-Sabatier, sur la ligne de métro , ainsi que les arrêts des bus 344478. 
Il n'existe pas de stations de vélos en libre-service VélôToulouse sur le coteau de Pouvourville. La plus proche, la station no 227, se trouve route de Narbonne, face au lycée Bellevue.

## Patrimoine et lieux d'intérêt

### Établissements scolaires
- no  3 : lycée Bellevue[3].
- no  5 : collège Bellevue.

### Immeubles et maisons
- no  2 : domaine du Petit Niquet[4].
- no  10 : clos Fleur.